# Vitorino Freire da Cunha Gusmão
Vitorino Freire da Cunha Gusmão, in einigen Quellen: Vitorio Freire da Cunha Gusmão (* 1757; † nach 1815) war ein portugiesischer Kapitän der Marine und zwischen 7. März 1812 und dem 22. Mai 1815 Gouverneur von Portugiesisch-Timor und Solor und Generalkapitän.
Sein Vorgänger António Botelho Homem Bernardes Pessoa war 1810 gleich im ersten Jahr seiner Amtszeit verstorben. Bis 1812 war die Stelle des Gouverneurs vakant und ein Conselho Governativo führte die Geschicke der Kolonie. Die Macht lag in den Händen von Dom Gregório Rodrigues Pereira, dem Liurai von Motael, Oberstleutnant (tenente-coronel) Joaquim António Veloso und José de Anunciação, dem Bischof, der zu dieser Zeit in Manatuto residierte. Gegen diese Parteien musste sich Gouverneur Gusmão zuerst durchsetzen. Dabei sollte ihm schriftliche Anweisungen unterstützen, die Instrúções do Conde de Sarzedas (auch Documento Sarzedas), die der Vizekönig in Goa und Graf von Sarzedas Bernardo José Maria da Silveira e Lorena am 28. April 1811 für ihn verfasste. Das Dokument gilt als eine der wichtigsten Quellen zur kolonialen Geschichte Portugiesisch-Timors.
Unter Gouverneur Vitorino Freire da Cunha Gusmão wurde 1815 erstmals in Portugiesisch-Timor, wenn auch erfolglos versucht, Kaffee in den Küstenregionen westlich von Dili und in Liquiçá anzupflanzen. Zuvor war er bereits im damals noch niederländischen Maubara eingeführt worden. Außerdem begann Gusmão mit dem Anbau von Zuckerrohr und der Rumproduktion.
In den portugiesischen Archive befinden sich mehrere Briefe, die sich über das Gebaren des Gouverneurs beklagen. Vertreter der einheimischen Herrscher baten unter anderem darin 1815, Freire da Cunha Gusmão möge bloß nicht als Gouverneur nach Timor zurückkommen. Sein Nachfolger José Pinto Alcoforado de Azevedo e Sousa berichtet in Briefen von Fehlverhalten und Inkompetenz Gusmãos bei der Einrichtung des Zolls im Hafen von Atapupu, gegen den Widerstand der in Kupang ansässigen Chinesen.